# 박상복 (1978년)
박상복(朴祥馥, 1978년 6월 17일 ~ )은 대한민국의 제7대 울산광역시 북구의원이다. 그리고 울산광역시 출신이다.

## 학력
- 1994.03 ~ 1997.02 학성고등학교 졸업
- 1997.03 ~ 2005.02 울산대학교 경제학과 졸업
- 2012 ~ 2014 성균관대학교 경영전문대학원 MBA졸업

## 경력
- 현대자동차 기획실·품질본부
- 울산 글로벌인재개발원 이사
- ~ 2018.04 현대자동차 품질운영팀 차장
- 2018.07 ~ 2020.01 제7대 울산광역시 북구의회 의원
- 2018.07 ~ 2020.01 제7대 울산광역시 북구의회 전반기 예산결산특별위원회 위원
- 2018.07 ~ 2020.01 제7대 울산광역시 북구의회 행정사무감사 위원

## 서적
- 2013 제로 플러스
- 2016 강소기업이 힘이다
- 2018 세계를 장악한 현대자동차의 품질경영을 배우다

## 가족 관계
- 배우자 최은숙
- 자녀 3명

## 역대 선거 결과
| 실시년도 | 선거      | 대수 | 직책   | 선거구                | 정당       | 득표수    | 득표율          | 순위 | 당락 | 비고           |
| -------- | --------- | ---- | ------ | --------------------- | ---------- | --------- | --------------- | ---- | ---- | -------------- |
| 2018년   | 지방 선거 | 7대  | 구의원 | 울산 북구 (가 선거구) | 자유한국당 | 10,520 표 | \| \| 28.32% \| | 2위  |      | 초선, 민선 7기 |
|          | 28.32%    |      |        |                       |            |           |                 |      |      |                |